# Buscant la Grace
Buscant la Grace (títol original en anglès, Looking for Grace) és una pel·lícula dramàtica australiana del 2015 dirigida per Sue Brooks. Es va projectar a la secció de competició principal del 72è Festival Internacional de Cinema de Venècia i a la secció inaugural Plataforma del Festival Internacional de Cinema de Toronto de 2015. La pel·lícula va ser la primera pel·lícula dirigida per una directora australiana que es va projectar al Festival Internacional de Cinema de Venècia en 15 anys. S'ha doblat al català.
La pel·lícula és protagonitzada per Odessa Young com a Grace, i els seus pares Denise i Dan són interpretats per Radha Mitchell i Richard Roxburgh, respectivament.
Unicorn Films, Taylor Media i Gecko Films van començar-ne la preproducció el 2014, i el repartiment es va anunciar a finals de 2014.